# La Maison du pendu (film, 1979)
Pour plus de détails, voir Fiche technique et Distribution.
La Maison du pendu (病院坂の首縊りの家, Byōinzaka no kubitsuri no ir) est un film japonais réalisé par Kon Ichikawa, sorti en 1979. C'est l'adaptation du roman Byōinzaka no kubikukuri no ie de Seishi Yokomizo. C'est le cinquième film de la série Kōsuke Kindaichi réalisé par Kon Ichikawa.

## Synopsis
Un jour, le détective privé Kōsuke Kindaichi rend visite à un romancier à Yoshino, où il lui dit qu'il a l'intention de partir en voyage pendant un certain temps. Kindaichi se rend dans un studio photo recommandé par un romancier pour prendre une photo pour son passeport. Au studio photo, le propriétaire demande à Kindaichi une enquête car sa vie est en danger.

## Fiche technique
- Titre : La Maison du pendu
- Titre original : 病院坂の首縊りの家 (Byōinzaka no kubikukuri no ie?)
- Titre anglais : The House of Hanging on Hospital Slope
- Réalisation : Kon Ichikawa
- Scénario : Shin'ya Hidaka et Kon Ichikawa d'après un roman de Seishi Yokomizo
- Photographie : Kiyoshi Hasegawa (ja)
- Montage : Nobuo Ogawa (ja) et Chizuko Osada (ja)
- Décors : Isao Akune (ja)
- Musique : Shin'ichi Tanabe (ja)
- Sociétés de production : Tōhō
- Pays d'origine :  Japon
- Langue originale : japonais
- Format : couleur - 1,37:1 - 35 mm - son mono
- Genre : thriller ; film policier
- Durée : 139 minutes[3] (métrage : dix bobines - 3 807 m[3])
- Date de sortie :
  - Japon : 26 mai 1979[3]

## Distribution
- Kōji Ishizaka : Kōsuke Kindaichi
- Yoshiko Sakuma : Hōgen Yayoi
- Junko Sakurada :  Hōgen Yokari/Koyuki Yamaguchi
- Masao Kusakari :  Hinatsu Mokutarō
- Takeshi Katō : inspecteur Todoroki
- Hideji Ōtaki : Kanō
- Takako Irie : Chizuru Igarashi
- Mitsuko Kusabue : Amamiya Junko
- Eitarō Ozawa : Honjō Tokubei
- Teruhiko Aoi : Toshio Yamauchi
- Akiji Kobayashi : Sannosuke
- Seishi Yokomizo : romancier
- Norihei Miki (ja) : Noro

## Films de la sérieKōsuke Kindaichiréalisés par Kon Ichikawa
- 1976 : Le Complot de la famille Inugami (犬神家の一族, Inugami-ke no ichizoku?)
- 1977 : La Ballade du diable (悪魔の手毬唄, Akuma no temari-uta?)
- 1977 : L'Île de la prison (獄門島, Gokumon-tō?)
- 1978 : La Reine des abeilles (女王蜂, Joōbachi?)
- 1979 : La Maison du pendu (病院坂の首縊りの家, Byōinzaka no kubikukuri no ie?)
- 1996 : Le Village aux huit tombes (八つ墓村, Yatsu haka mura?)
- 2006 : Les Inugamis (犬神家の一族, Inugami-ke no ichizoku?) (remake)